# Kurt Matthaei
Kurt Matthaei (* 4. Februar 1886 in Nienburg/Weser; † 19. März 1974 in Lüneburg) war ein deutscher Jurist, Kommunalbeamter und völkisch-nationalsozialistischer Politiker (DvP/NSDAP/SRP/DRP).

## Leben
Kurt Matthaei war der Sohn des Oberbürgermeisters von Hamm Richard Matthaei.
Er absolvierte nach dem Abitur in Hamm ein Studium der Staats- und Rechtswissenschaft an den Universitäten Göttingen und Münster. Seit 1907 war er Mitglied der Studentenverbindung StMV Blaue Sänger Göttingen im SV. Als Einjährig-Freiwilliger leistete er Militärdienst ab und nahm ab 1914 am Ersten Weltkrieg teil. Nach Kriegsende war er in der Dortmunder Kommunalverwaltung tätig, aus der er im Mai 1930 ausschied. Danach war er Amtsbeigeordneter in Marl.
Ab 1926 gehörte er der DVP an. Von der DVP wechselte er zum 1. November 1932 zur NSDAP (Mitgliedsnummer 1.359.089). Er wurde 1933 in den Provinziallandtag für Westfalen gewählt. Nach der Machtergreifung der Nationalsozialisten übernahm er im März 1933 den Posten des Reichskommissars für Schaumburg-Lippe und wurde Bevollmächtigter beim Reichsrat. Bereits im April 1933 wurde er Landrat im Kreis Recklinghausen. Von 1933 bis 1935 stand er dem Hauptausschuss des Deutschen Vereins für öffentliche und private Fürsorge vor. Im Juni 1933 wechselte er nach Münster, wo er zunächst kommissarisch und am 5. Juli 1933 offiziell als Regierungspräsident tätig wurde. Im Oktober 1934 wurde er als Regierungspräsident nach Lüneburg versetzt, wo er bis Anfang 1943 in dieser Funktion tätig war. In Lüneburg übernahm er zudem von 1936 bis 1938 den Vorsitz des NSDAP-Parteigerichts und von Dezember 1939 bis März 1941 den Posten des Beauftragten des Rassenpolitischen Amtes.
Während des Zweiten Weltkrieges wurde er im Juli 1943 Sonderbeauftragter des Führungsstabes Kiew. Im März 1944 wurde er in den Wartestand versetzt.
Nach Kriegsende befand er sich in britischer Internierung, aus der er im Oktober 1947 entlassen wurde. Er wurde nach einem Spruchkammerverfahren zunächst Ende Oktober 1948 als Minderbelasteter entnazifiziert und im März 1951 als entlastet eingestuft. Nachdem er der SRP beigetreten war, war er für diese Partei Landtagskandidat in Niedersachsen und Bezirksleiter. Im Zuge des Verbots der SRP erhielt er 1952 Redeverbot. Er übernahm nach dem SRP-Verbot 1952 den Vorsitz des Arbeitsrings für Wahrheit und Gerechtigkeit und war führend an der Gründung der SRP-Ersatzorganisation Unabhängiger kommunalpolitischer Einheitsblock (KEB) in Lüneburg beteiligt; nach einer Kandidatur für diese Partei wurde gegen ihn 1954 ein Dienststrafverfahren eingeleitet. Er schloss sich 1953 der Deutschen Aufbau-Vereinigung (DAV) an. Zu den Bundestagswahlen 1953 und 1957 trat er als Kandidat erfolglos für die DRP jeweils im Bundestagswahlkreis Lüneburg – Dannenberg (Nr. 35) an. Er war 1958 Gründungsmitglied der Freien Sozialistischen Volkspartei (FSVP). Schließlich trat er noch der NPD bei. Im November 1958 erstritt er sich vor dem Oberverwaltungsgericht die Pension eines Landrates.